# Колинько, Александр Владимирович
Алекса́ндр Владимирович Колинько́ (латыш. Aleksandrs Koļinko; род. 18 июня 1975, Рига) — латвийский футбольный вратарь и тренер. Лучший футболист Латвии 2006 и 2014 годов.

## Карьера

### Клубная
Воспитанник рижской футбольной школы. Продолжительное время защищал цвета рижского «Сконто» и его дочерних клубов. В сентябре 2000 года был приобретён клубом первого английского дивизиона «Кристал Пэлас» за 600 тысяч фунтов. Играя за лондонский клуб (вместе со своим партнёром по сборной Андреем Рубиным), не отличался особой стабильностью, но, ввиду вратарской проблемы в команде, надолго не выпадал из основы. В сезоне 2002/03 между тренером «Кристал Пэласа» Тревором Фрэнсисом и Александром Колинько произошёл конфликт, в результате которого дело даже дошло до рукоприкладства. После этого происшествия Колинько, имевший соглашение с клубом до конца сезона, решил сменить клуб, предпочитая перейти в российскую Премьер-лигу. В числе прочих интерес к вратарю проявлял московский «Спартак», но руководство «Кристал Пэласа» не пожелало отпускать Колинько до окончания сезона.
Летом 2003 года Колинько стал игроком «Ростова». В «Спартак» так и не попал, даже с приходом в команду в 2004 году главного тренера сборной Латвии Александра Старкова. В самом начале 2005 года стал игроком казанского «Рубина», уйдя из «Ростова» отчасти из-за не совсем хорошего микроклимата в команде. Соглашение с казанцами было заключено сроком на 2 года, позже было продлено. Контракт с «Рубином» действовал до конца 2009 года. В конце 2007 года «Рубин», приобретя новых вратарей, дал понять, что не рассчитывает на услуги Колинько. Интерес к выставленному на трансфер вратарю проявляли английский «Фулхэм» и «Луч-Энергия». Уже позже, в феврале 2008 года, когда сезон переходов в большинстве стран Европе был уже закрыт, прошла информация, что он может вернуться в «Рубин», но на сезон 2008 заявлен не был.
В марте 2009 года подписал контракт на 3 месяца со скромным латвийским клубом «Олимп/РФШ». В мае 2009 года подписал контракт с бухарестским «Динамо» сроком на один месяц с возможностью продления. 26 августа 2009 года заключил контракт с «Вентспилсом» до конца 2009 года. 27 августа 2010 года заявлен за «Спартак-Нальчик». 18 февраля 2011 года подписал контракт с калининградской «Балтикой», в конце сезона 2013/14 продлил контракт с клубом, несмотря на понижение зарплаты. 30 мая провёл сотый матч в составе «Балтики». В июне покинул клуб и на правах свободного агента присоединился к юрмальскому «Спартаку».

### В сборной
Участник чемпионата Европы 2004 (сыграл все 270 минут).